# Adolfo Millabur
Adolfo Nonato Millabur Ñancuil (Tirúa, Arauco, 30 de agosto de 1966) es un dirigente social y político chileno de origen mapuche-lafkenche oriundo de Tirúa, ciudad de la que fue alcalde en cinco períodos, siendo así el primer alcalde de origen mapuche de la historia de Chile. 
En 2021 fue electo para la Convención Constitucional por uno de los escaños reservados al pueblo mapuche.

## Carrera política
En el año 1992, fue electo concejal de la comuna de Tirúa. Pese a que en esas elecciones obtuvo la primera mayoría como candidato a alcalde independiente, la legislación electoral de la época le impidió ocupar el escaño de jefe comunal. Siendo concejal, en 1996 se volvió a postular a la alcaldía, consiguiendo el cargo. Fue el primer alcalde mapuche de la historia de Chile.
Luego sería reelegido como alcalde cuatro veces (no consecutivas). Nunca ha militado en un partido político.
A mediados de los años 1990, inició junto a otros jóvenes y dirigentes de la zona de Arauco y Araucanía diferentes acciones organizativas en torno a los problemas que la Ley de Pesca estaba trayendo para las comunidades mapuche lafkenche, conformándose finalmente la Identidad Terriorial Lafkenche (ITL), organización dedicada a la defensa de la autonomía del pueblo mapuche, la recuperación de los territorios y la defensa del borde costero.
En 2008 la ITL logró la publicación de la Ley Nº 20.249, más conocida como Ley Lafkenche, que crea la figura jurídica del espacio costero marino de los pueblos originarios y establece un mecanismo para proteger a las costas de la industria extractivista. El objetivo de la ley es preservar el uso consuetudinario de dichos espacios.
Desde 2006, las comunidades mapuche lafkenche que participan en la ITL se reúnen cada dos años en el Congreso Lafkenche, un encuentro que itinera de costa en costa para definir y avanzar en metas de trabajo conjunto organizativo. En el primer evento realizado en Valdivia, se acordó que no se lucharía por el reconocimiento en la Constitución de 1980, sino por una nueva Constitución que fuera democrática, plurinacional e intercultural.
En 2009 consiguieron la aprobación de un decreto en el marco de la Ley General de Educación que implementa la enseñanza de lenguas originarias en las escuelas con un 20% de alumnado perteneciente a estos grupos.
Tras el estallido social de 2019, Adolfo Millabur fue parte del grupo que luchó por la creación de escaños reservados para pueblos originarios en la Convención Constitucional que redactaría la nueva Constitución.
Adolfo Millabur renunció a su cargo como alcalde de Tirúa el 8 de enero de 2021 para postular como candidato a la Convención Constitucional en la elección de mayo de ese año por los escaños reservados para pueblos originarios. Resultó electo con la tercera mayoría nacional dentro de los escaños mapuche, antecedido por la machi Francisca Linconao y Natividad Llanquileo; transformándose así en el único hombre que se convierte en constituyente mapuche por escaños reservados sin necesidad de recurrir a la corrección por «principio de paridad».
El 21 de junio de 2023 fue nombrado como integrante de la Comisión Presidencial para la Paz y el Entendimiento por el presidente Gabriel Boric Font, la cual busca entregar una propuesta con los cambios que permitan llegar a un acuerdo sobre la demanda de tierras existente del pueblo Mapuche.

## Historial electoral
- Elecciones municipales de 1992: Electo concejal.
- Elecciones municipales de 1996: Electo alcalde.
- Elecciones municipales de 2000: Reelecto alcalde.
- Elecciones municipales de 2004: Reelecto alcalde.
- Elecciones municipales de 2012: Reelecto alcalde.
- Elecciones municipales de 2016: Reelecto alcalde.
- Elecciones de convencionales constituyentes de 2021: Electo constituyente.